# フォザリンゲイ (アルバム)
『フォザリンゲイ』 (Fotheringay)は、サンディ・デニーが1969年にフェアポート・コンヴェンション脱退後に結成した同名のグループによるセルフタイトルのアルバムであり、グループ活動中唯一のリリースとなった。1970年に元エクレクションのメンバーであり、のちにデニーの夫となるトレヴァー・ルーカスおよびジェリー・コンウェイ、ジェリー・ドナヒュー、パット・ドナルドソン、そしてデニーの5人によって録音された。アルバムには、デニー作曲の5曲（1曲はルーカスとの共作）、ルーカス作の1曲、2曲のトラディショナルソング、およびボブ・ディランの「Too Much of Nothing」とゴードン・ライトフットの「ザ・ウェイ・アイ・フィール」と言ったカバー曲2曲が収録されている。。 

## トラックリスト
| #  | タイトル                                         | 作詞 | 作曲・編曲 | 時間 |
| -- | ------------------------------------------------ | ---- | ---------- | ---- |
| 1. | 「ナッシング・モア」(サンディ・デニー)           |      |            | 4:37 |
| 2. | 「海」(デニー)                                   |      |            | 5:32 |
| 3. | 「ネッド・ケリーのバラード」(トレバー・ルーカス) |      |            | 3:34 |
| 4. | 「ウィンター・ウィンズ」(デニー)                 |      |            | 2:13 |
| 5. | 「ピース・イン・ジ・エンド」(デニー、ルーカス)   |      |            | 4:02 |

| #  | タイトル                                               | 作詞 | 作曲・編曲 | 時間 |
| -- | ------------------------------------------------------ | ---- | ---------- | ---- |
| 6. | 「ザ・ウェイ・アイ・フィール」(ゴードン・ライトフット) |      |            | 4:46 |
| 7. | 「ザ・ポンド・アンド・ザ・ストリーム」(デニー)         |      |            | 3:20 |
| 8. | 「トゥー・マッチ・オブ・ナッシング」(ボブ・ディラン)   |      |            | 3:55 |
| 9. | 「バンクス・オブ・ナイル」(トラディショナル)           |      |            | 8:04 |

| #   | タイトル | 作詞 | 作曲・編曲 | 時間 |
| --- | --- | ---- | ---------- | ---- |
| 10. | 「トゥー・ウィークス・ラスト・サマー （1970年6月28日、ロッテルダムで開催されたオランダ・ポップ・フェスティバルでのライブ）」(デイヴ・カズンス) |      |            |      |
| 11. | 「ジプシー・デイヴィー」(トラディショナル、デニー編曲)                                                                                         |      |            | 3:52 |

| #   | タイトル                                                                       | 作詞 | 作曲・編曲 |
| --- | ------------------------------------------------------------------------------ | ---- | ---------- |
| 10. | 「トゥー・ウィークス・ラスト・サマー(ライヴ・ヴァージョン)」(デイヴ・カズンス) |      |            |
| 11. | 「ナッシング・モア (ライヴ・ヴァージョン)」(デニー)                            |      |            |
| 12. | 「バンクス・オブ・ザ・ナイル (ライヴ・ヴァージョン)」(トラディショナル)        |      |            |
| 13. | 「メンフィス・テネシー (ライヴ・ヴァージョン)」(チャック・ベリー)              |      |            |

## パーソネル
- サンディ・デニー – ギター、ピアノ、ボーカル
- トレヴァー・ルーカス – ギター、ボーカル
- ジェリー・ドナヒュー – リードギター、ボーカル
- パット・ドナルドソン – ベース、ボーカル
- ジェリー・コンウェイ – ドラム
- リンダ・トンプソン – ボーカル
- トッド・ロイド – ボーカル

## 製作
- プロデューサー： ジョー・ボイド
- レコーディングエンジニア：ジェリー・ボーイズ、トッド・ロイド
- アートディレクション：マリオン・アップルトンによるカバーイラスト
- 写真：トニー・エヴァンスによる見開き画像
- ライナーノート：該当なし